# Distretto di Bushenyi
Il distretto di Bushenyi è un distretto dell'Uganda, situato nella Regione occidentale.